# Глипизид
Глипизид (лат. Glipizidum) — противодиабетический препарат, применяемый в терапии сахарного диабета второго типа. Глипизид стимулирует секрецию инсулина в специализированных клетках поджелудочной железы. Препарат впервые был одобрен для медицинского применения в 1984 году в США.

## Описание вещества
Глипизид относится к ароматическим амидам, амидам монокарбоновой кислоты, N-сульфонилмочевинам и пиразинам.
Это органическое соединение с 21 атомом углерода и молекулярной массой 445,535 Да.
Химически представляет собой производное сульфанилмочевины 2-й генерации.

### Физические свойства
Температура плавления 208–209 °C.

### Биологическое значение
Глипизид является ингибитором пантотенаткиназы, инициатором секреции инсулина и гипогликемическим агентом.

## Фармакологические свойства

### Фармакодинамика
Глипизид сенсибилизирует бета-клетки островков поджелудочной железы по реакции инсулина Лангерганса, что означает, что в ответ на глюкозу выделяется больше инсулина, чем было бы без приема глипизида. Глипизид действует, частично блокируя калиевые каналы среди бета-клеток островков Лангерганса поджелудочной железы. Блокируя калиевые каналы, клетка деполяризуется, что приводит к открытию управляемых напряжением кальциевых каналов. В результате приток кальция способствует высвобождению инсулина из бета-клеток.
Эффект глипизида обычно начинаются в течение получаса и может длиться до суток.

### Фармакокинетика
Глипизид быстро абсорбируется из желудочно-кишечного тракта. Максимальная концентрация в плазме крови достигает примерно через 1 час поел перорального его приёма. Связывается с белками плазмы на 98%. Биологический период полураспада составляет около 7 часов.

## Применение
Глипизид используется для стимуляции производства инсулина в островках Лангерганса при лечении сахарного диабета 2-го типа.
Во время лечения следует контролировать уровень глюкозы в крови и моче.

## Противопоказания
- гиперчувствительность к препарату
- диабет 1 типа
- диабетическая кома
- кетонурия
- диабетический ацидоз
- острые инфекционные заболевания
- прошлые травмы
- аномальная функция печени или почек

Глипизид нельзя использовать у беременных или кормящих женщин.

## Побочные эффекты
- гипогликемия
- боль в желудке
- тошнота
- рвота
- отсутствие аппетита (Анорексия)
- головная боль
- кожные аллергические реакции
- желтуха